# To Heart 2
To Heart 2 (яп. トゥハート 2 ту ха:то 2, «Для сердца 2») — японская эротическая игра в жанре «визуальный роман», разработанная японской студией Leaf, вышла на приставке PlayStation 2 28 декабря 2004 года. Для Windows вышла адаптированная игра для взрослых — To Heart 2 XRATED, появившаяся в продаже 22 декабря 2005 года. Также 29 февраля 2008 года появился сиквел — To Heart 2 Another Days — тоже для Windows. Сюжет игры никак не связан с предыдущей игрой To Heart. По игре To Heart 2 был выпущен аниме-сериал, а также четыре OVA-продолжения.

## Игровой процесс
To Heart 2 — романтический визуальный роман, в котором игрок берёт на себя роль Такааки Коно, который начинает свой второй класс средней школы после воссоединения с другом детства. Игровой процесс To Heart 2 сведён к минимуму. Большую его часть игрок читает нарративы и диалоги. Текст в игре сопровождается заголовками с именем того персонажа, с которым он разговаривает, а также спрайтом, графически изображающего персонажа.

## Персонажи
Такааки Коно (яп. 河野貴明 Ко:но Такааки) — главный персонаж игры и аниме. Очень добрый и отзывчивый парень.
Сэйю: Дзюн Фукуяма
Кономи Юдзухара (яп. 柚原このみ Юдзухара Кономи) — подруга детства главного героя. У неё есть собака по имени Генджимару, с которой она гуляет. Она живёт по соседству с Такааки. Кономи младше Такааки на год и ходит с ним в школу.
Сэйю: Юрика Отиай
Тамаки Косака (яп. 向坂環 Ко:сака Тамаки) — ещё одна подруга детства. Любит Такааки и хорошо готовит.
Сэйю: Сидзука Ито
Манака Комаки (яп. 小牧愛佳 Комаки Манака) — староста Класса. Тайно влюблена в Такааки. У неё есть младшая сестра Икуно, которая находится в больнице.
Сэйю: Норико Рикимару
Юма Тонами (яп. 十波由真 Тонами Юма) — лучшая подруга Манаки и спортсменка. Юма из богатой семьи, также она наследует бизнес дедушки. Ненавидит Такааки. Часто приезжает в школу на велосипеде.
Сэйю: Хитоми Набатамэ
Карин Сасамори (яп. 笹森花梨 Сасамори Карин) — чудаковатая рыжеволосая девушка и президент «Клуба Тайн», в который пришлось вступить Такааки. Любимая еда — бутерброд с яйцом.
Сэйю: Саки Накадзима
Люси Мария Мисора (яп. ルーシー・マリア・ミソラ Ру:си: Мариа Мисора) — девушка-пришелец с длинными серебристыми волосами, которую встретил Такааки в парке и накормил её. Она всё время поднимает руки, когда здоровается и говорит «Рюю».
Сэйю: Рио Нацуки
Юдзи Косака (яп. 向坂雄二 Ко:сака Ю:дзи) — младший брат Тамаки, который не любит свою сестру. Лучший друг Такааки.
Сэйю: Косукэ Ториуми
Харука Юдзухара (яп. 柚原春夏 Юдзухара Харука) — мать Кономи. Любит готовить для Такааки.
Сэйю: Тиэко Хонда
Санго Химэюри (яп. 姫百合珊瑚 Химэюри Санго) — старшая из близнецов Химэюри.
Сэйю: Саёри Исидзука
Рури Химэюри (яп. 姫百合瑠璃 Химэюри Рури) — младшая из близнецов Химэюри.
Сэйю: Конами Ёсида

## Аниме
Действие сериала разворачивается вокруг Такааки Коно, его жизни, знакомых и друзей.

### Список серий

#### ТВ-сериал
| #  | Название                            | Дата трансляции      |
| -- | ----------------------------------- | -------------------- |
| 1  | New Uniform                         | 4 октября 2005 года  |
| 2  | Childhood Friend                    | 11 октября 2005 года |
| 3  | Small Tea Party                     | 18 октября 2005 года |
| 4  | Bicycle                             | 25 октября 2005 года |
| 5  | Invitation                          | 1 ноября 2005 года   |
| 6  | Seven Rings and Little Girls        | 8 ноября 2005 года   |
| 7  | UFO                                 | 15 ноября 2005 года  |
| 8  | Disagreeing Thoughts                | 22 ноября 2005 года  |
| 9  | Two People                          | 29 ноября 2005 года  |
| 10 | Promise                             | 6 декабря 2005 года  |
| 11 | Full Bloomed Double Cherry Blossoms | 13 декабря 2005 года |
| 12 | Spring Breeze                       | 27 декабря 2005 года |
| 13 | The Beginning of a New Morning      | 3 января 2006 года   |
| S1 | Special Compilation                 | эпизод-коллаж        |

#### OVA-1
| # | Название                                  | Дата трансляции       |
| - | ----------------------------------------- | --------------------- |
| 1 | The Maid Robot`s Beginning                | 28 февраля 2007 года  |
| 2 | Summer of the Liveliest Sea               | 27 июня 2007 года     |
| 3 | Everyone`s School Festival, A Modest Wish | 28 сентября 2007 года |

#### OVA-2
| # | Название          | Дата трансляции     |
| - | ----------------- | ------------------- |
| 1 | Scars of Memories | 26 марта 2008 года  |
| 2 | Happy New Year    | 8 августа 2008 года |

#### OVA-3
| # | Название         | Дата трансляции     |
| - | ---------------- | ------------------- |
| 1 | The First Errand | 24 апреля 2009 года |
| 2 | Summer Mood      | 7 октября 2009 года |

#### OVA-4
| # | Название            | Дата трансляции       |
| - | ------------------- | --------------------- |
| 1 | First Name          | 23 сентября 2010 года |
| 2 | Trash Basket Memory | 22 декабря 2010 года  |